# 창원청소년비행예방센터
창원청소년비행예방센터 또는 창원청소년꿈키움센터는 지역사회 청소년의 비행을 예방하고 이들의 건전한 성장을 도모하기 위하여 설립된 대한민국 법무부 부산소년원 소속기관으로 창원청소년비행예방센터장(5급)은 보호사무관으로 보한다.

## 연혁
- 2007년 8월 20일 창원청소년비행예방센터 개소[1]